# Magnum Force
Harry el Fuerte (Magnum Force según su título en original inglés) es una película estadounidense de 1973, del género policíaco, dirigida por Ted Post y con actuación de Clint Eastwood, Hal Holbrook, Mitchell Ryan, David Soul, Felton Perry, Robert Urich, Kip Niven y Tim Matheson en los papeles principales. Es el segundo film de la serie de cinco, que tienen como personaje principal al inspector Harry Callahan. El guion fue escrito por John Milius y Michael Cimino y la música fue compuesta por Lalo Schifrin.

## Argumento
Harry Callahan ha sido trasladado del departamento de Homicidios al de Vigilancia debido a sus métodos de trabajo. Una serie de homicidios comienzan a sucederse y su jefe, el teniente de policía Neil Briggs (Hal Holbrook), se ve obligado a trasladarlo de nuevo al departamento de Homicidios para resolver los casos. 
Las pesquisas van orientándose hacia el mismo departamento de Policía. Callahan sospecha de un grupo clandestino de policías que actúan como vigilantes, es decir, como aquellos policías en servicio activo que se toman la justicia por su propia mano, formando un grupo de comandos de fuerzas especiales, pero que se convierten en locos, atrapándolos después de una larga persecución.

## Reparto
| Actor              | Personaje                      |
| ------------------ | ------------------------------ |
| Clint Eastwood     | Insp. 'Dirty' Harry Callahan   |
| Hal Holbrook       | Ten. Neil Briggs               |
| David Soul         | Oficial John Davis             |
| Tim Matheson       | Oficial Phil Sweet             |
| Kip Niven          | Oficial Alan "Red" Astrachan   |
| Robert Urich       | Oficial Mike Grimes            |
| Felton Perry       | Insp. Earlington "Early" Smith |
| Mitchell Ryan      | Oficial Charlie McCoy          |
| Margaret Avery     | Prostituta                     |
| Bob McClurg        | Taxista                        |
| John Mitchum       | Inspector Frank DiGiorgio      |
| Albert Popwell     | J.J. Wilson, proxeneta         |
| Clifford A. Pellow | Lou Guzman                     |
| Richard Devon      | Carmine Ricca                  |
| Christine White    | Carol McCoy                    |
| Tony Giorgio       | Frank Palancio                 |
| Maurice Argent     | Nat Weinstein                  |
| Jack Kosslyn       | Walter                         |
| Bob March          | Estabrook                      |
| Adele Yoshioka     | Sunny                          |

## Recepción
La crítica del The New York Times Nora Sayre encontró complicados los conflictos morales de la película. Frank Rich, del mismo medio, se refirió al filme como "la misma cosa de siempre". Pauline Kael, crítica con Eastwood durante muchos años, se mofó de su interpretación de Harry el Sucio, afirmando: "No es un actor, así que no se le puede llamar un mal actor. Tendría que hacer algo antes de que pudiéramos considerarlo malo en eso. Además en Magnum Force no tiene demasiadas exigencias". El 80% de las reseñas en la página Rotten Tomatoes fueron positivas.